# Konavattam
Konavattam è una suddivisione dell'India, classificata come census town, di 9.351 abitanti, situata nel distretto di Vellore, nello stato federato del Tamil Nadu. In base al numero di abitanti la città rientra nella classe V (da 5.000 a 9.999 persone).

## Geografia fisica
La città è situata a 12° 55' 23 N e 79° 06' 41 E.

## Società

### Evoluzione demografica
Al censimento del 2001 la popolazione di Konavattam assommava a 9.351 persone, delle quali 4.615 maschi e 4.736 femmine. I bambini di età inferiore o uguale ai sei anni assommavano a 1.216, dei quali 604 maschi e 612 femmine. Infine, coloro che erano in grado di saper almeno leggere e scrivere erano 6.251, dei quali 3.432 maschi e 2.819 femmine.